# Rifugio Città di Milano
Il rifugio Città di Milano (in tedesco Schaubachhütte) è un rifugio situato nel comune di Stelvio (BZ), in località Solda, nelle Alpi Retiche meridionali (Gruppo Ortles-Cevedale), a 2.581 m s.l.m.
Si trova al centro dell'anfiteatro naturale formato dalla testata della Valle di Solda, presso la morena laterale destra della vedretta di Solda (Sulden-Ferner).
Raggiunto dalla Funivia Solda, è un punto di partenza privilegiato per numerose ascensioni e traversate e soprattutto per lo scialpinismo.

## Storia
L'attuale rifugio è stato costruito sulle rovine del preesistente Schaubachhütte, dedicato al geografo ed alpinista tedesco Adolf Schaubach, che compì 11 campagne nelle Alpi tra 1824 e 1847. La costruzione originaria venne realizzata nel 1876 dalla società alpinistica “Wilde Bande” di Vienna. L'edificio fu poi acquistato nel 1888 dalla Sezione di Amburgo del DÖAV (Deutscher und Österreichischer Alpenverein) e quindi ampliato nel 1892 e nel 1896. Durante la prima guerra mondiale il rifugio venne distrutto nei combattimenti. Dopo la guerra e l'annessione del Tirolo meridionale al Regno d'Italia le sue rovine furono assegnate alla Sezione CAI di Milano. Una sottoscrizione pubblica fra cittadini milanesi permise di ricostruire il rifugio nel 1926. 
Numerosi e più recenti interventi alle strutture ne hanno migliorato la funzionalità.
Insieme ad altri 24 rifugi espropriati dallo Stato, la Schaubachhütte è diventata proprietà della Provincia autonoma di Bolzano - Alto Adige nel 1999.
Alla fine del 2010 è scaduta la concessione per la sua gestione a favore del CAI. Dal 2015 la Provincia autonoma di Bolzano è assistita nella gestione del rifugio (assegnazione agli affittuari, monitoraggio della gestione, interventi di ristrutturazione) da una commissione mista in cui sono rappresentati, oltre al settore pubblico, l'AVS (Alpenverein Südtirol) e il CAI.
Nel 2021 il rifugio è stato messo in vendita.

## Caratteristiche e informazioni
Il rifugio, di proprietà della Provincia autonoma di Bolzano, è aperto da metà giugno a fine settembre e da Natale fino a fine aprile.

## Accessi
Il principale sentiero di accesso, segnavia n. 1, sale da Solda, nei pressi della stazione di partenza della funivia (1916 m), passa dalla Croda di Beltovo (Legerwand) (2200 m), dove è posizionata la stazione intermedia della funivia, e porta alla meta in circa 1h40.
È possibile salire utilizzando la funivia sopracitata, la cui stazione a monte è pochi metri sopra il rifugio.

## Ascensioni
- Cima di Solda (Suldenspitze) (3376 m)
- Cima Madriccio (Madritschspitze) (3265 m)
- Corno di Solda (Schrötterhorn) (3386 m)
- Gran Zebrù (Königsspitze) (3851 m)
- Punta Beltovo di Dentro (Hintere Schöntaufspitze) (3325 m)
- Punta Beltovo di Fuori (Vordere Schöntaufspitze) (3214 m)
- Punta del Lago Gelato (Eisseespitze) (3230 m)

## Traversate
È possibile raggiungere il rifugio del Coston (2661 m) attraversando in quota, a circa 2600 m, la Vedretta di Solda, in circa 1.30-2 ore, oppure scendendo alla stazione intermedia della funivia, attraversando la morena e imboccando il sentiero n. 2, in circa 2 ore.
Il rifugio Nino Corsi (2265 m), nell'alta Val Martello, è raggiungibile attraverso il Passo Madriccio (Madritschjoch) (3123 m) oppure attraverso il Passo del Lago Gelato (Eisseepass) (3139 m), nello stesso tempo di percorrenza di circa 4 ore.
Il rifugio Gianni Casati (3254 m), nei pressi del Passo del Cevedale (Langenfernerjoch), è raggiungibile attraversando la Vedretta di Solda e valicando il Passo del Lago Gelato.